# 인성로
인성로 (Inseong-ro)는 전북특별자치도 순창군 인계면 인계삼거리에서 순창군 적성면 지북삼거리를 잇는 도로이다.

## 주요 경유지
전북특별자치도
- 순창군 (인계면 - 적성면)

## 노선
| 이름          | 접속 노선     | 소재지 | 소재지 | 비고 |
| ------------- | ------------- | ------ | ------ | ---- |
| 인계삼거리    | 인덕로        | 순창군 | 인계면 |      |
| 도룡교        |               | 순창군 | 인계면 |      |
| 가성삼거리    | 안정로        | 순창군 | 인계면 |      |
| 운림삼거리    | 적성로        | 순창군 | 적성면 |      |
| 백호교        |               | 순창군 | 적성면 |      |
| 강야교        |               | 순창군 | 적성면 |      |
| 지북삼거리    | 적성로 유화로 | 순창군 | 적성면 |      |
| 적성로와 직결 |               |        |        |      |